# 叙拉古之围 (前213年—前212年)
叙拉古之围指罗马共和国在公元前213年至公元前212年对西西里岛希腊城邦叙拉古的围城战役。经过长时间的围困，罗马人成功地攻陷叙拉古，并随之控制了西西里全岛。 围城期间， 著名发明家和博学家学者阿基米德为叙拉古研制武器御敌，叙拉古城沦陷后罗马将军马塞勒斯下令赦免他，但最后他仍然被一名普通罗马士兵杀害。

## 腳註
1. ↑  普鲁塔克，《希腊罗马名人传》